# Marie-Suzanne Giroust
Marie-Suzanne Giroust (n. 9 martie 1734, Paris, Regatul Franței – d. 31 august 1772, Paris, Regatul Franței), cunoscută sub numele de Madame Roslin, a fost o pictoriță specializată în miniaturi și pasteluri, cunoscută pentru portretele sale. A fost membră a Académie royale de peinture et de sculpture⁠(d). Doar un număr mic dintre lucrările sale au fost identificate.

## Biografie

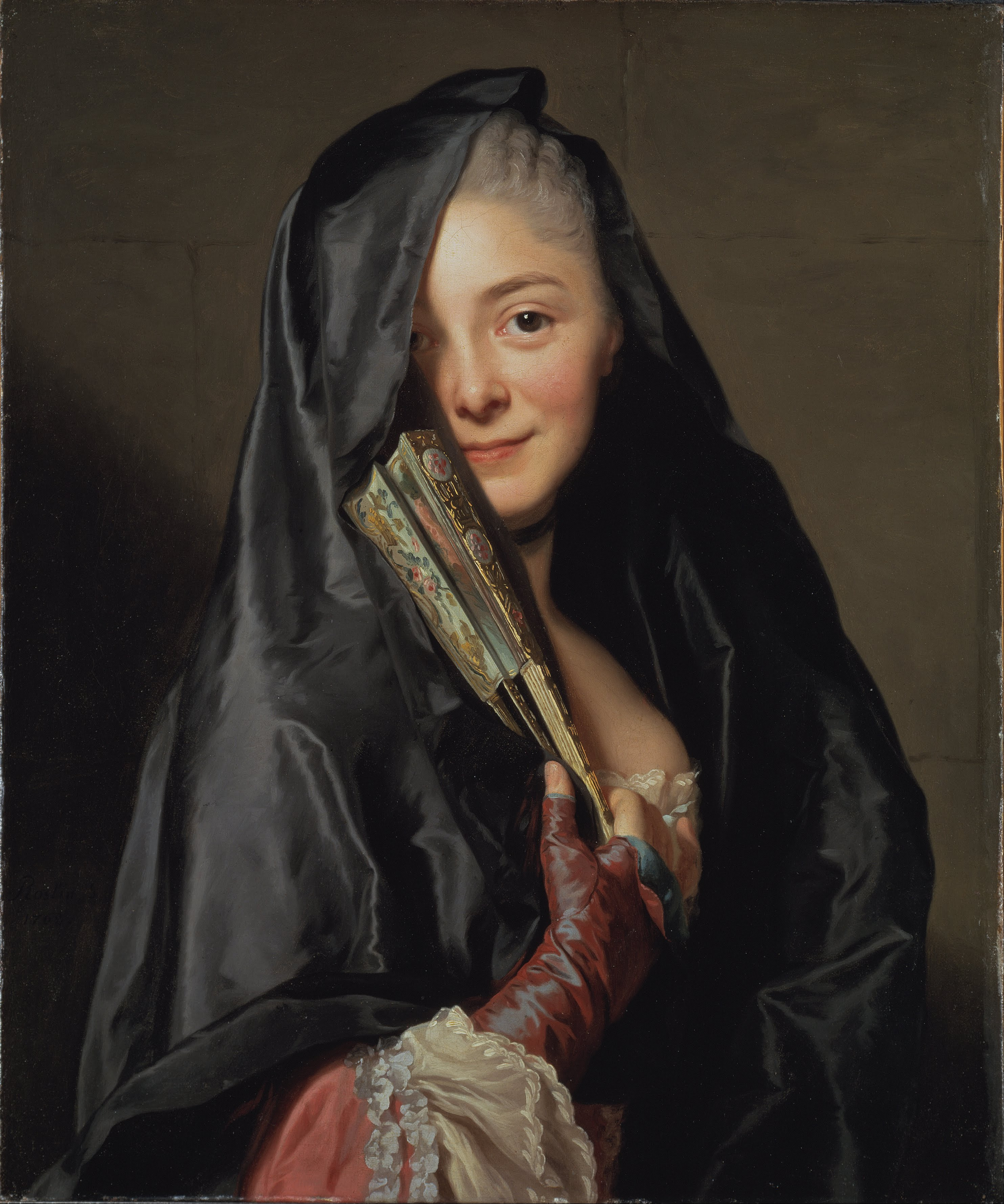
Marie-Suzanne Giroust Roslin de Alexander Roslin (La Dame au voile, 1768).

Marie-Suzanne Giroust s-a născut și și-a trăit întreaga viață la Paris. A fost fiica lui Barthélemy Giroust, bijutier al regelui (m. 1741) și a lui Marie Suzanne Le Roy (d. 1745). Rămasă orfană la o vârstă fragedă, a fost crescută de rude. A studiat arta cu Maurice Quentin de La Tour⁠(d) și apoi cu Joseph-Marie Vien⁠(d).Învățăturile lui Vien, în special, i-au influențat foarte mult propria artă.

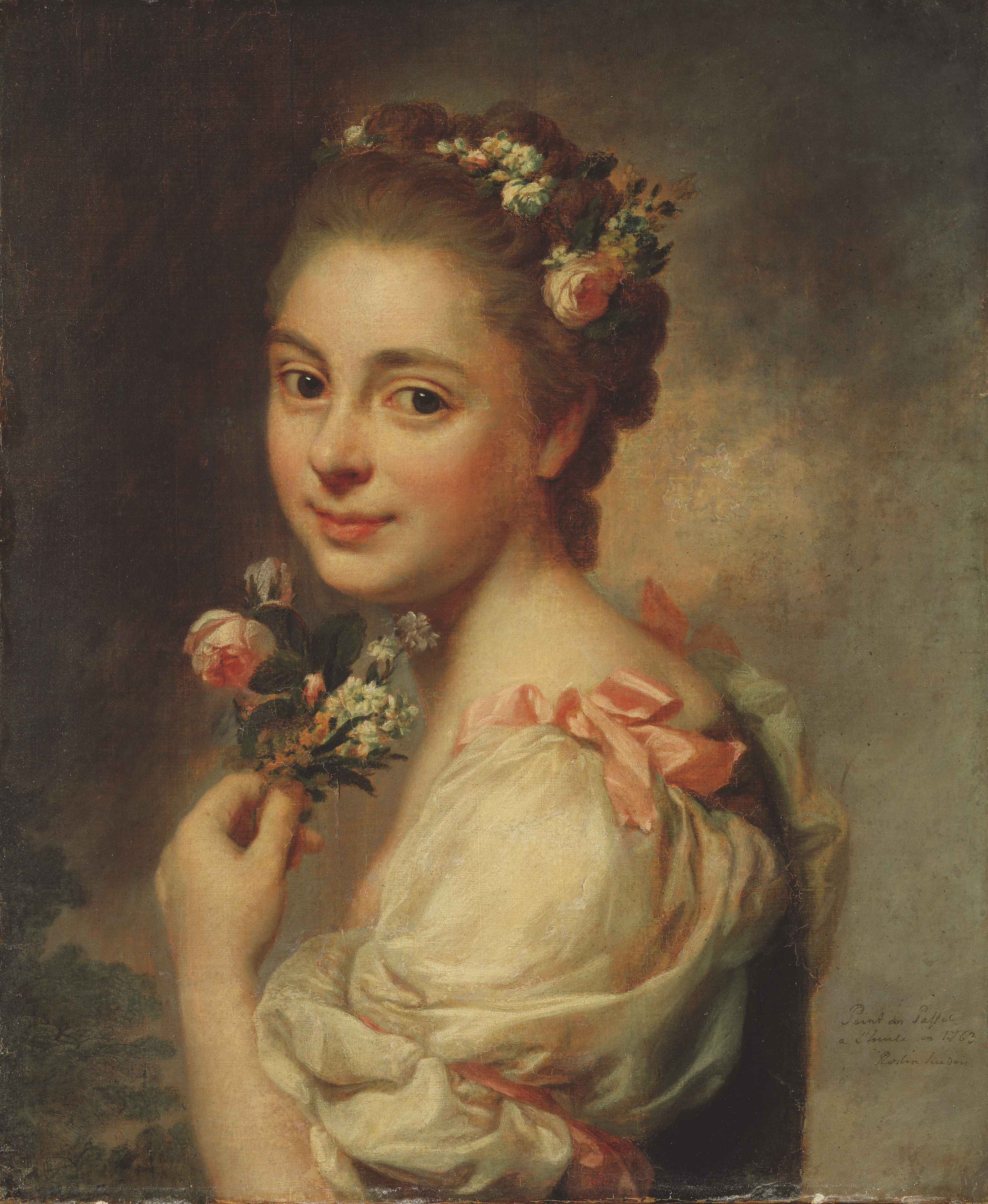
Marie Suzanne născută Giroust (de Alexander Roslin) c. 1763

Giroust a fost activă ca artistă din anii 1750. L-a întâlnit pe artistul suedez Alexander Roslin la studioul lui Vien în 1752. A dorit să se căsătorească cu el, dar a fost împiedicată de tutorele și familia ei, care nu-l plăceau pe Roslin pentru că era sărac și protestant. După ce a respins pretendenții propuși de tutorele ei, i s-a permis să se căsătorească cu Roslin după medierea patronului lui Roslin, contele de Caylus. Căsătoria a avut loc la 5 ianuarie 1759, avându-l drept martor pe ambasadorul suedez. Cuplul a avut trei fiice și trei fii.
Giroust a fost o pictoriță de pasteluri. Soțul ei a estimat odată că ea era o pastelistă mai bună decât el. În 1770, Giroust a fost admisă la Académie royale de peinture et de sculpture⁠(d) din Paris. A fost una dintre cele cincisprezece femei care au fost acceptate ca academicieni cu drepturi depline în istoria de 145 de ani a instituției. Lucrarea ei de recepție, Portretul sculptorului Jean-Baptiste Pigalle (1770), a fost lăudată de Denis Diderot în 1771 pentru „culorile sale frumoase și puternice”.
Giroust a servit drept model pentru La Dame au voile (Doamna cu văl) (1768), pictată de soțul ei. Ea apare, de asemenea, în portretul de grup al lui Alexander Roslin , Artistul și soția sa Marie-Suzanne Giroust, portretizându-l pe Henrik Wilhelm Peill (1767).
Marie-Suzanne Giroust a murit de cancer la sân în 1772, la vârsta de 38 de ani.

## Lucrări notabile
- Autoportret cu profesorul ei, Maurice Quentin de La Tour (ca. 1760; colecție privată)
- Portretul lui Henrik Vilhelm Peill (1766; colecție privată)
- Portretul lui Jacques Dumont „le Romain” (cca. 1770–71; Musée national des châteaux de Versailles et de Trianon )
- Portretul sculptorului Jean-Baptiste Pigalle (1771; Paris, Luvru)
- Portretul lui Marie-Joseph Peyre⁠(d) (1771; Stockholm, Nationalmuseum)

## Galerie

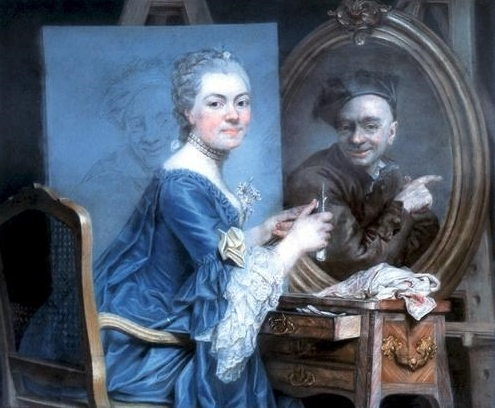
Autoportret cu profesorul ei, Maurice Quentin de La Tour (cca. 1760)
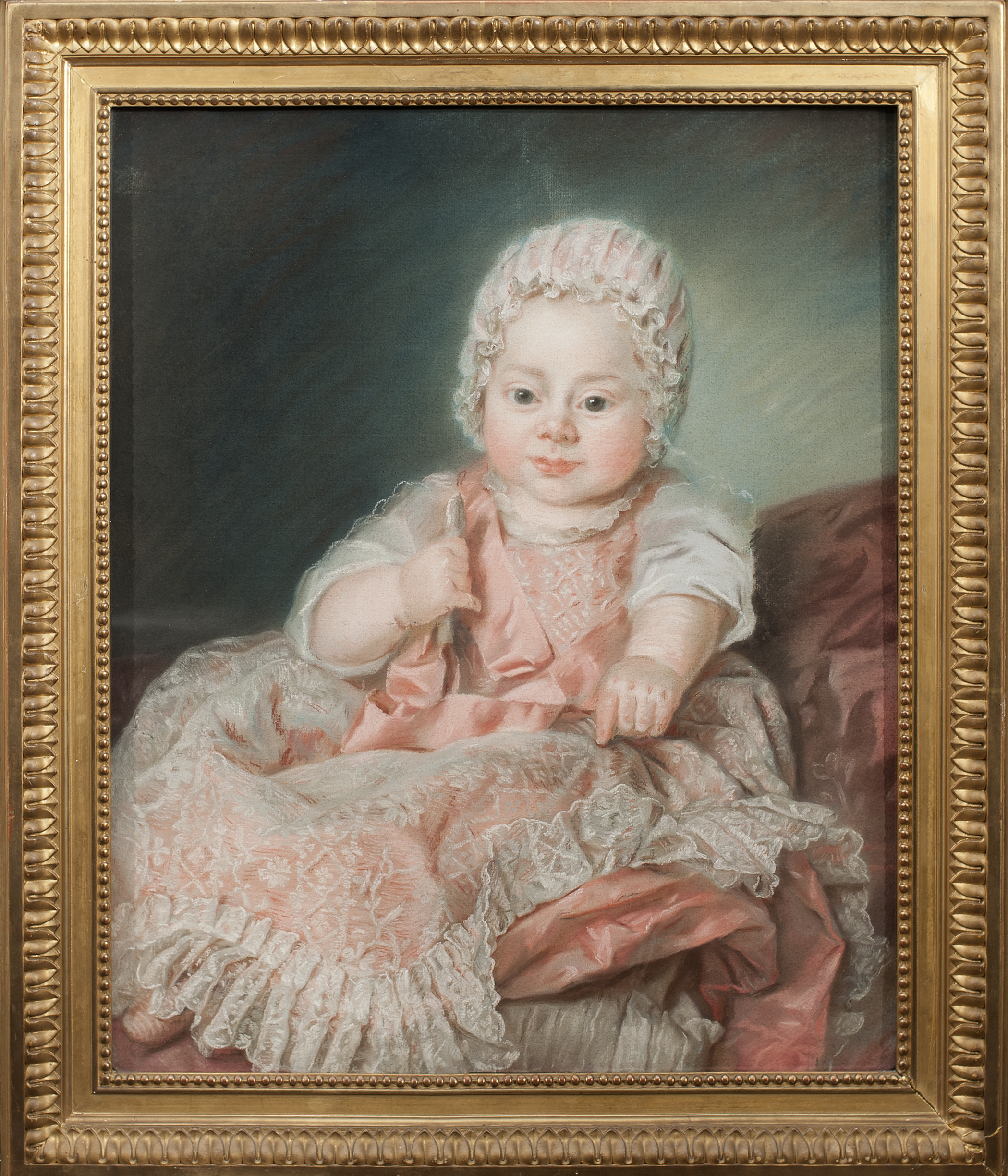
Portretul lui Alexandre Antoine Roslin (cca. 1764–65)
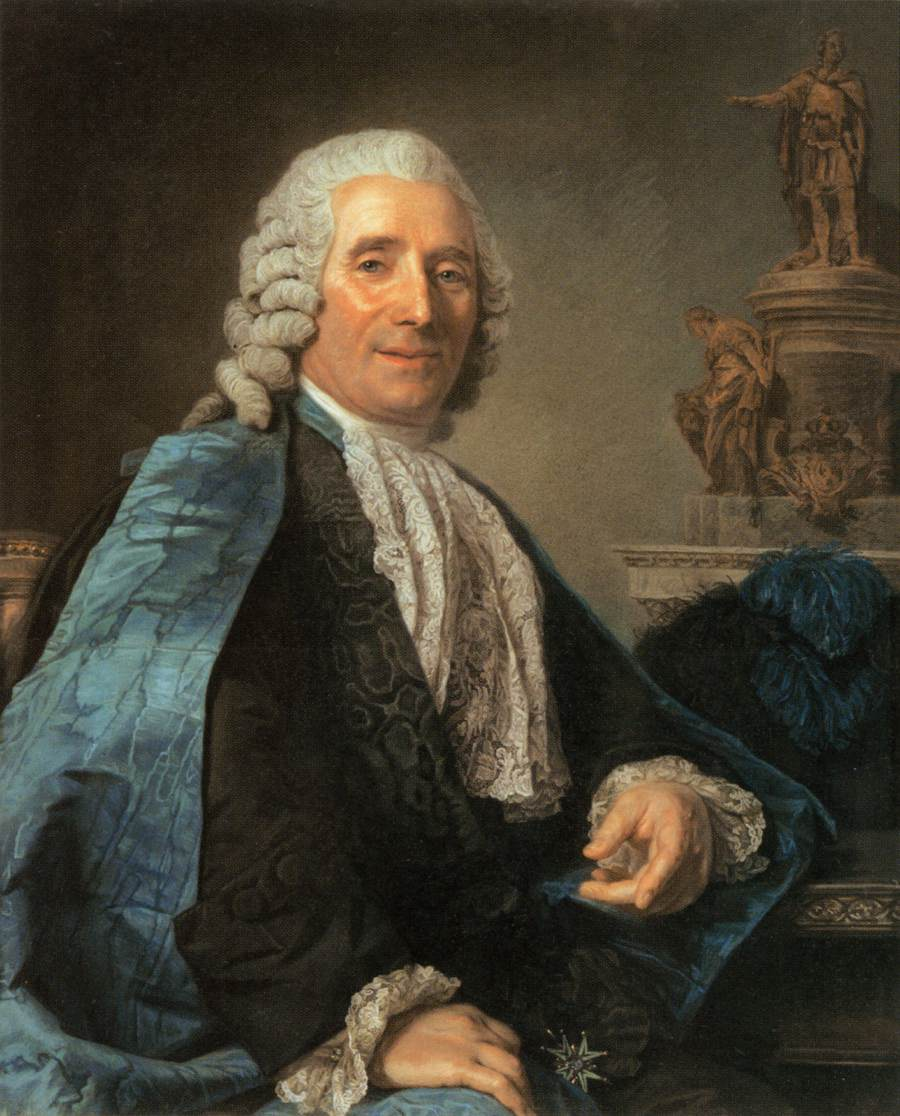
Portretul sculptorului Jean-Baptiste Pigalle (1770)
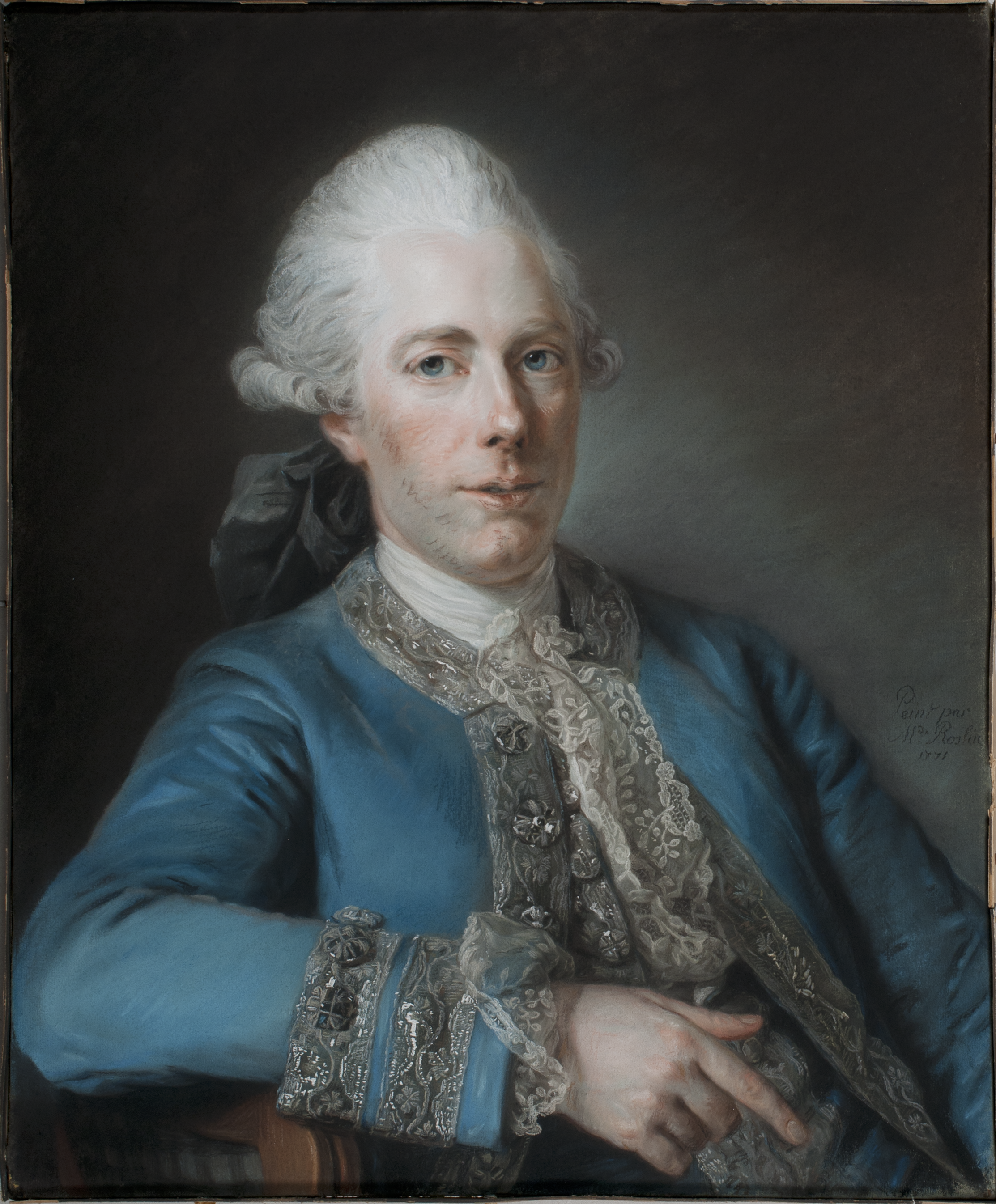
Portretul lui Marie-Joseph Peyre (1771)
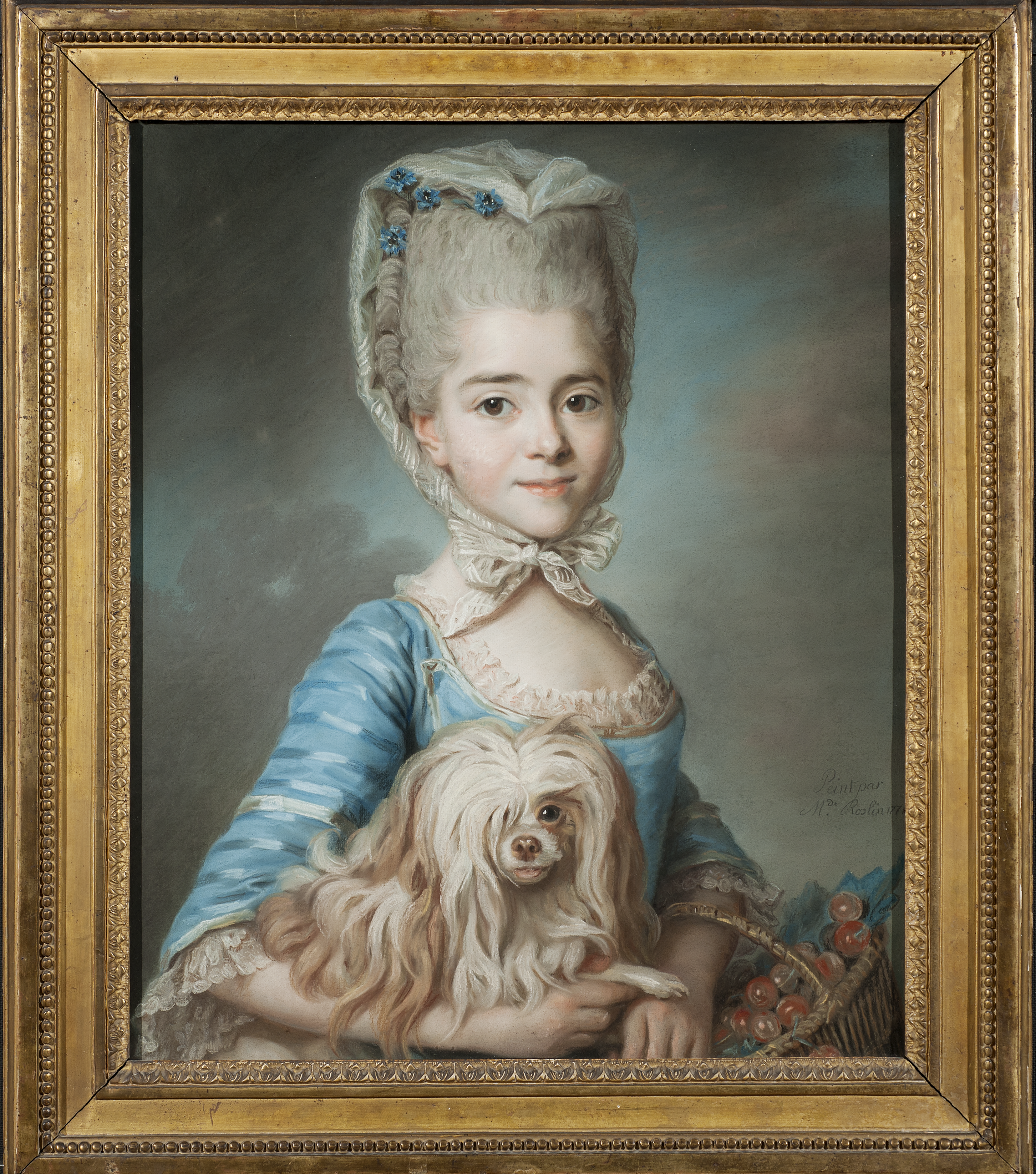
Portretul lui Augustine-Suzanne Roslin (1771)